# Сезар Малуко
Сезар Аугусто да Сілва Лемос (порт. César Augusto da Silva Lemos), більш відомий як Сезар Малуко (порт. César Maluco, нар. 17 травня 1945, Нітерой) — бразильський футболіст, що грав на позиції нападника.
Вважається однією з найбільших легенд «Палмейраса», також грав за національну збірну Бразилії, з якою був учасником чемпіонату світу 1974 року.

## Клубна кар'єра
Народився 17 травня 1945 року в місті Нітерой. Вихованець футбольної школи клубу «Фламенго». Дебютував у дорослому футболі 1 вересня в дербі з клубом «Флуміненсе», в першому ж своєму матчі забив гол. Вже на наступний рік Сезар став гравцем основи «Фламенго», провівши 38 матчів і забивши в них 22 голи.
У лютому 1967 року Сезар перейшов в клуб «Палмейрас», дебютувавши в товариському матчі з перуанським клубом «Універсітаріо», і в перший же сезон виграв з командою Кубок Бразилії, але у новій команді Сезару не показував колишньої результативності, а тому в січні 1968 року футболіст повернувся у «Фламенго», де провів 6 місяців.
Влітку 1968 року Сезар знову спробував закріпитися в «Палмейрасі», і друга спроба вийшла вдалою. Він на 7 років став основним форвардом команди, яка при ньому виграла два чемпіонати штату Сан-Паулу, Срібний кубок Бразилії і дві першості країни. Сезар провів за «Вердао» 324 матчі і забив 180 голів, 18 з яких в 1971 році, коли він став найкращим бомбардиром чемпіонату штату. За кількістю голів Сезар займає друге місце в історії клубу «Палмейрас», після Ейтора.
В подальшому протягом 1975—1977 років захищав кольори клубів «Корінтіанс», «Сантус», «Флуміненсе» та «Універсідад де Чилі», а завершив ігрову кар'єру у команді «Ботафогу Сан-Паулу», за яку виступав протягом 1978 року.

## Виступи за збірну
9 червня 1968 року дебютував в офіційних матчах у складі національної збірної Бразилії в грі Кубка Ріу-Бранку з Уругваєм (2:0).
У складі збірної був учасником чемпіонату світу 1974 року у ФРН, але не провів на полі жодної хвилини на турнірі, а команда посіла 4 місце.
Загалом протягом кар'єри у національній команді, яка тривала 7 років, провів у її формі 8 матчів.

## Титули і досягнення

### Командні
- Чемпіон Бразилії (4):

«Палмейрас»: 1967, 1969, 1972, 1973
- Переможець Ліги Каріока (1):

«Палмейрас»: 1965
- Переможець Ліги Пауліста (2):

«Палмейрас»: 1972, 1974

### Особисті
- Найкращий бомбардир чемпіонату Бразилії: 1967 (15 голів)
- Найкращий бомбардир Ліги Пауліста: 1971 (18 голів)

## Особисте життя
Брати Сезара Малуко, Кайо Камбальйота та Луїзіньйо Лемос, також були футболістами і грали за «Фламенго».